# 工人日报
《工人日报》是中华全国总工会出版发行的机关报。发行量2,200,000份。
报纸创办于1949年7月15日。主要报道中国经济新闻。